# Woodville (Ohio)
Pour les articles homonymes, voir Woodville.
Woodville est un village du Comté de Sandusky, dans l'Ohio. Elle a été désignée Tree City USA (en)

## Histoire

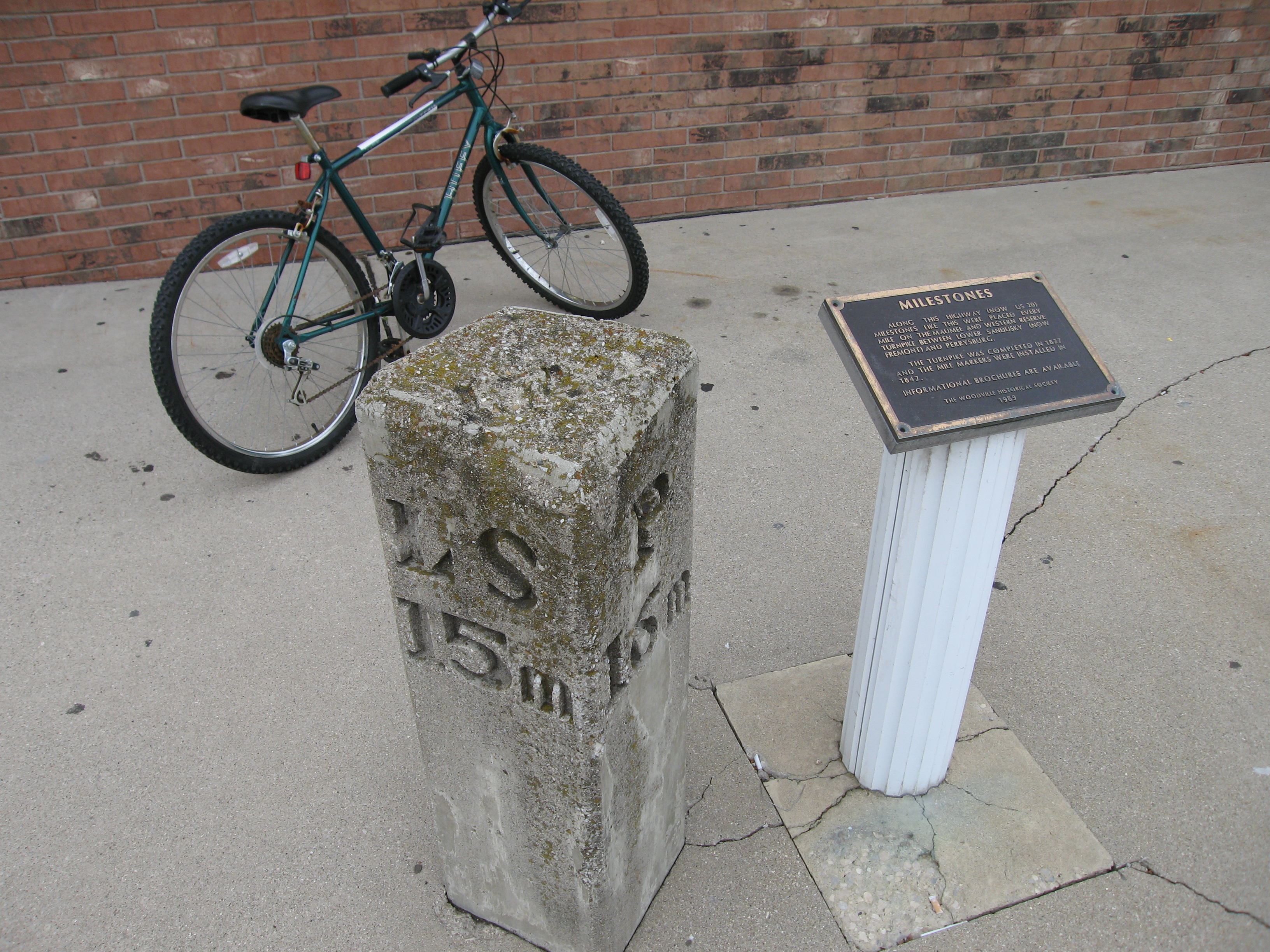
La borne de 1842 dans la ville

Woodville a été incorporée en 1836 à mi-distance entre Western Reserve et Maumee Turnpike (qui était aussi connu comme le "Old Mud PIke" à cause de la boue épaisse dans laquelle les animaux et les véhicules s'embourbaient. Elle est au bord de la première route qui traverse les Black Swamp (marais noirs).
Une borne de l'époque existe encore au 100 East Main Street, beaucoup d'entre elles existent également sur le bord de la route entre Fremont et Perrysburg. Cette route est aujourd'hui l'U.S. Route 20. Elle traverse la rivière Portage (en) au côté de la voie ferrée de la Pennsylvania Railroad à Woodville.
Les origines du nom Woodville sont attribuées au 
général Amos E. Wood (en), un représentant de l'Ohio, qui a donné son nom à un comté voisin également. Cette origine demeure incertaine.

## Géographie
D'après le bureau du recensement des États-Unis, sa superficie est de 3,1 km2.

## Démographie
| Groupe            | Woodville | Ohio | États-Unis |
| ----------------- | --------- | ---- | ---------- |
| Blancs            | 96,3      | 82,7 | 72,4       |
| Autres            | 1,8       | 1,2  | 6,4        |
| Asiatiques        | 0,8       | 1,7  | 4,8        |
| Métis             | 0,8       | 2,1  | 2,9        |
| Afro-Américains   | 0,3       | 12,2 | 12,6       |
| Amérindiens       | 0,1       | 0,2  | 0,9        |
| Total             | 100       | 100  | 100        |
|                   |           |      |            |
| Latino-Américains | 6,0       | 3,1  | 16,7       |

Selon l'American Community Survey pour la période 2011-2015, 95,34 % de la population âgée de plus de 5 ans déclare parler l'anglais à la maison, 4,32 % l'espagnol et 0,34 % une autre langue.

## Industrie
Le calcaire est la principale production de Woodville. Deux carrières sont situées aux alentours qui figurent parmi les 10 plus grandes carrières de chaux des États-Unis[réf. nécessaire].

## Source
- (en) Cet article est partiellement ou en totalité issu de l’article de Wikipédia en anglais intitulé « Woodville, Ohio » (voir la liste des auteurs).